# Jim Allen (Autor)
Jim Allen (* 7. Oktober 1926 in Manchester; † 24. Juni 1999 in Middleton) war ein britischer Bühnenschriftsteller und Drehbuchautor.
Er verfasste unter anderem die Stücke The Rank and File (1971), A Choice of Evils (1977), The Spongers (1978), United Kingdom (1981) und Willie's Last Stand (1982) und schrieb die Drehbücher für die Ken-Loach-Filme Geheimprotokoll (1990), Raining Stones (1993) und Land and Freedom (1995).

## Filmografie
- 1990: Geheimprotokoll (Hidden Agenda)
- 1993: Raining Stones
- 1995: Land and Freedom